# Pogostemon brevicorollus
Pogostemon brevicorollus là một loài thực vật có hoa trong họ Hoa môi. Loài này được Y.Z.Sun miêu tả khoa học đầu tiên năm 1966.